# Women of the Sun
Women of the Sun (en árabe: نساء الشمس‎, en español: Mujeres del Sol) es una organización de mujeres palestinas con sede en Belén. Fue fundada en julio de 2021 y aboga por una resolución pacífica del conflicto entre Israel y Palestina.

## Trayectoria
Son miembros de la Alianza para la paz en Oriente Medio. Han colaborado en múltiples ocasiones con la organización israelí Women Wage Peace, que tiene un objetivo similar.
A finales de 2021 y principios de 2022, ambos grupos trabajaron juntos para formar una "plataforma conjunta". En marzo de 2022, coaliciones de ambos grupos se reunieron en la playa de Neve Midbar, en el Mar Muerto, para celebrar una conferencia de paz. La conferencia fue criticada por la Unión General de Mujeres Palestinas, que dijo que estaba "normalizando" la ocupación israelí de tierras palestinas, y calificó a Mujeres del Sol como una organización "ficticia".
El 4 de octubre de 2023, pocos días antes del inicio de la guerra Israel-Gaza, ambos grupos organizaron una marcha por la paz en Jerusalén, desde el Monumento a la Tolerancia hasta Talpiot del Este.

## Reconocimientos
En diciembre de 2023, Women of the Sun y Women Wage Peace fueron nominadas por el Grupo de Trabajo del Premio Nobel de la Paz del Centro de Estudios de Paz y Conflictos de la Universidad Libre de Ámsterdam para el Premio Nobel de la Paz 2024.